# المتحف الوطني الجديد

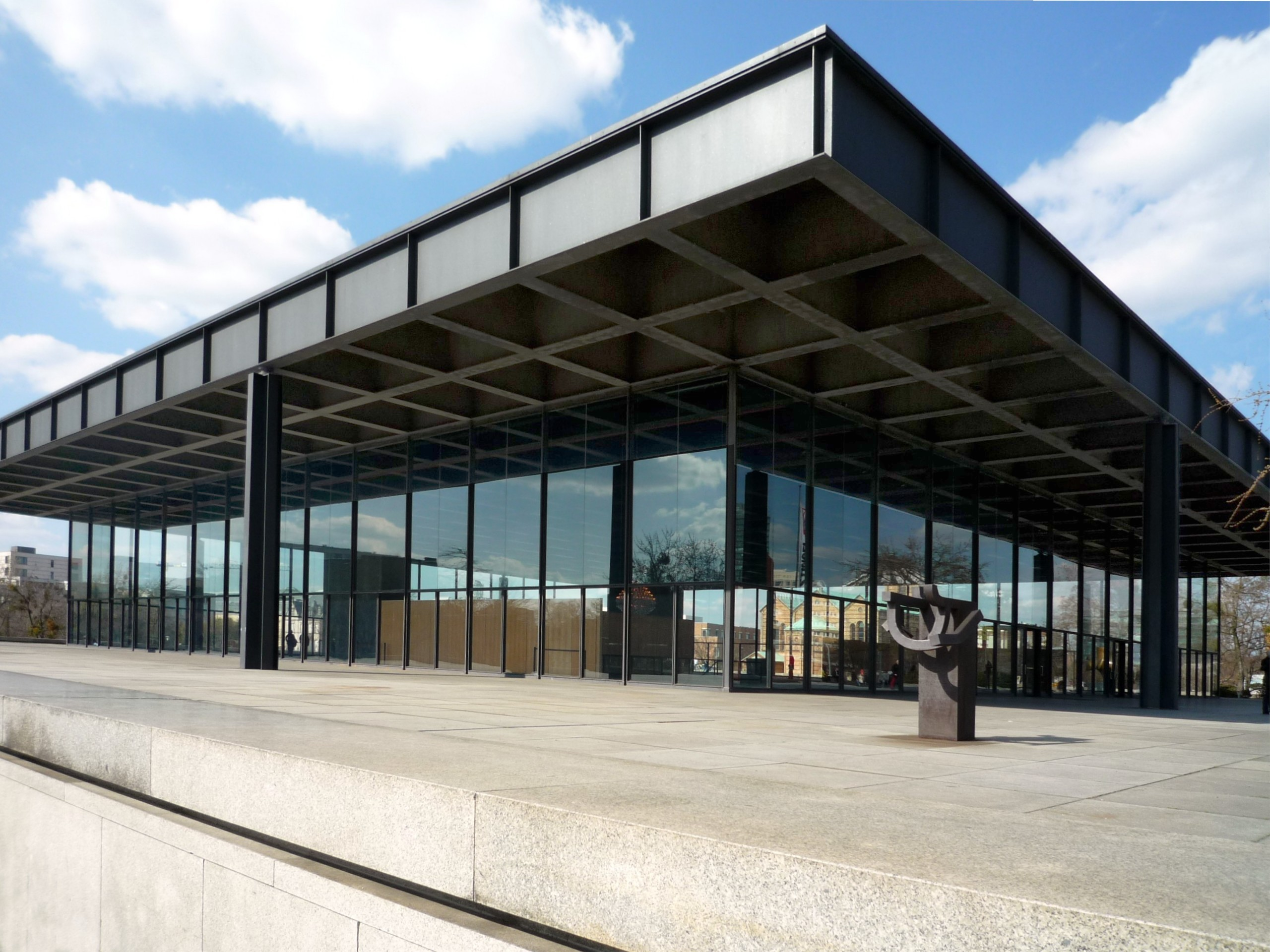
المتحف الوطني الجديد

يعتبر المتحف الوطني الجديد (بالألمانية:  Neue Nationalgalerie) هو متحف للفن الحديث في برلين، مع تركيز رئيسي على أوائل القرن العشرين، وهو جزء المعرض الوطني لمتاحف برلين الحكومية، وقد صممه لودفيغ ميس فان دير روه وافتُتح في العام 1968.
في عام 2015، أغلق المعرض بغرض التجديد «لعدة سنوات» وفي ديسمبر 2020، أُعلن أنه من المتوقع الانتهاء من تجديد Neue Nationalgalerie بواسطة المهندسين المعماريين ديفيد تشيبرفيلد في أبريل 2021. ومن المقرر افتتاح المتحف في أغسطس 2021 بمعرض لأعمال النحات الأمريكي ألكسندر كالدر.

## تصميم
وقد قام بتصميمه لودفيغ ميس فان دير روه، حيث تم تخصيص مساحة توازي 5,000 متر مربع لحديقته، كما ويبلغ ارتفاع الجدران 800 متر. يتكون المبنى من طابقين؛ يعد الطابق الأعلى مكان عرض للوحات أو التماثيل كبيرة الحجم في حين يضم الطابق الأرضي قاعة مخصصة للفعاليات مختلفة ويحتوي أيضا على قاعة تضم المجموعة الدائمة في المعرض والتي تمتتد من أوائل العشرينيات وحتى الستينيات من القرن الماضي والتي تضم أعمالاً لفنانين كبار مثل: بيكاسو إرنست لودفيغ كيرشنر وخوان ميرو وفاسيلي كاندينسكي وبارنيت نيومان. كما يضم المبنى مقهى ومطعم لزوار المتحف.

## المجموعة الفنية

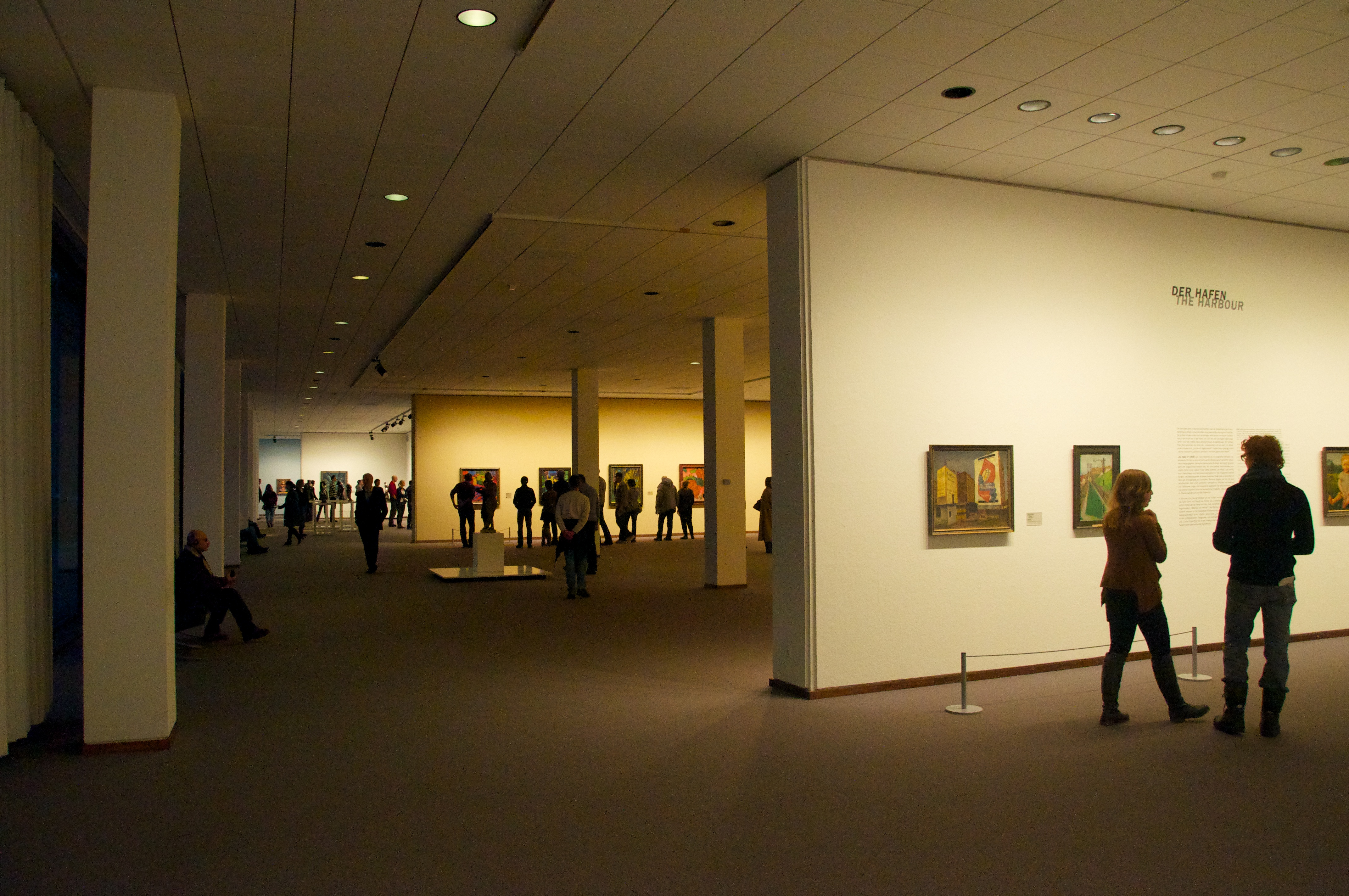
صورة داخلية للمتحف الوطني الجديد

تضم المجموعة الفنية الموجودة في متحف الوطني الجديد قطعاً نادرة لمبدعين الفن الحديث مثل لوحة بوستدامر بلاتز (بالألمانية: Postdamer Platz) الشهيرة لكيشنر والتي تمثل تاريخ مدينة برلين. وأعمال فنية كثيرة نادرة لمبدعين الفن الحديث كبيكاسو وهيكيل وشميدت راتلوف. ومن الجدير بالذكر أن المجموعة المعروضات الدائمة في متحف الوطني الجديد غير متاحة للعرض للجمهور خلال استضافة معارض خاصة في متحف. ويمكن مشاهدة التماثيل التجريدية والرمزية في لحديقته متحف عند الطلب من إدارة متحف، كما يوجد في متحف مرشدون سياحيون يقومون بإعطاء نبذة عن التماثيل واللوحات الموجودة في متحف. بدأ متحف الوطني الجديد في الأصل على يد المصمم روهييه كمكان لتجميع قطع الفن الحديث بعد الحرب العالمية وذلك لعدم وجود مكان واحد لتجميع هذه القطع الثمينة في حينها. وقد حرص المصمم على جعل قاعات العرض المخصصة لاستضافة المعارض الخارجية مضيئة بطريقة جميلة بحيث يسطع عليها ضوء الشمس في النهار وذلك لوجود السطح الزجاجي، بينما تعكس الاضاءة الليلية للمشاهد مناظر التحف واللوحات بطريقة مميزة أيضا.
تعتبر المجموعة الموجودة في متحف الفني الجديد أحد أهم المجموعات الموجودة في المتاحف البرلينية وواحدة من الست متاحف الوطنية الشهيرة في ألمانيا للفن الحديث؛ حيث يتمثل الخمس الآخرون بـ: المتحف الوطني القديم في جزيرة المتاحف في برلين ومتحف بيرغامون ومتحف ساملونغ سكارف-غرستينبرغ ومتحف هامبورغ بنهوف ومتحف فير جيجنوارت الواقع في تيرغارتن. فقد تمكن متحف بفضل مجموعته الفنية المتنوعة أن يكون أحد أهم المتاحف الأوروبية، ومن الأمثلة على ذلك لوحة «هل تخاف من الأحمر والأصفر والأزرق؟» للفنان الشهير بارنييت نيومان والتي تعتبر من أشهر اللوحات في المجموعة الفنية الموجودة في متحف. ومن جهة أخرى، وحسب الترتيب الزمني، تعتبر المجموعة الموجودة في متحف الوطني الجديد مرتبطة بالمجموعة الموجودة في متحف الوطني القديم ابتداء بأعمال فيرديناند هولدر وايفارد منخ، بالإضافة لأعمال الفنانيين الكبار بابلو بيكاسو وجورج براك وخوان جريس. يضاف إلى تلك المجموعة أعمال الفنانين بروك (بالألمانية: " Brücke") والتي تعبر عن فترة ظهور النظرية التعبيرية في أوروبا وتضم هذه المجموعة فنانين كبار مثل: ايرنيست كريشنر وأوتو ميلير وكارل شميديت روتلوف وآخرين كثر. كما تعتبر لوحة بوستدامر بلاتز التي رسمت عام 1914 أحد أكثر اللوحات شهرة والتي تمثل حياة ما كان يعرف بأكثر التقاطعات ازدحاماً وهو تقاطع بوستدامر بلاتز.

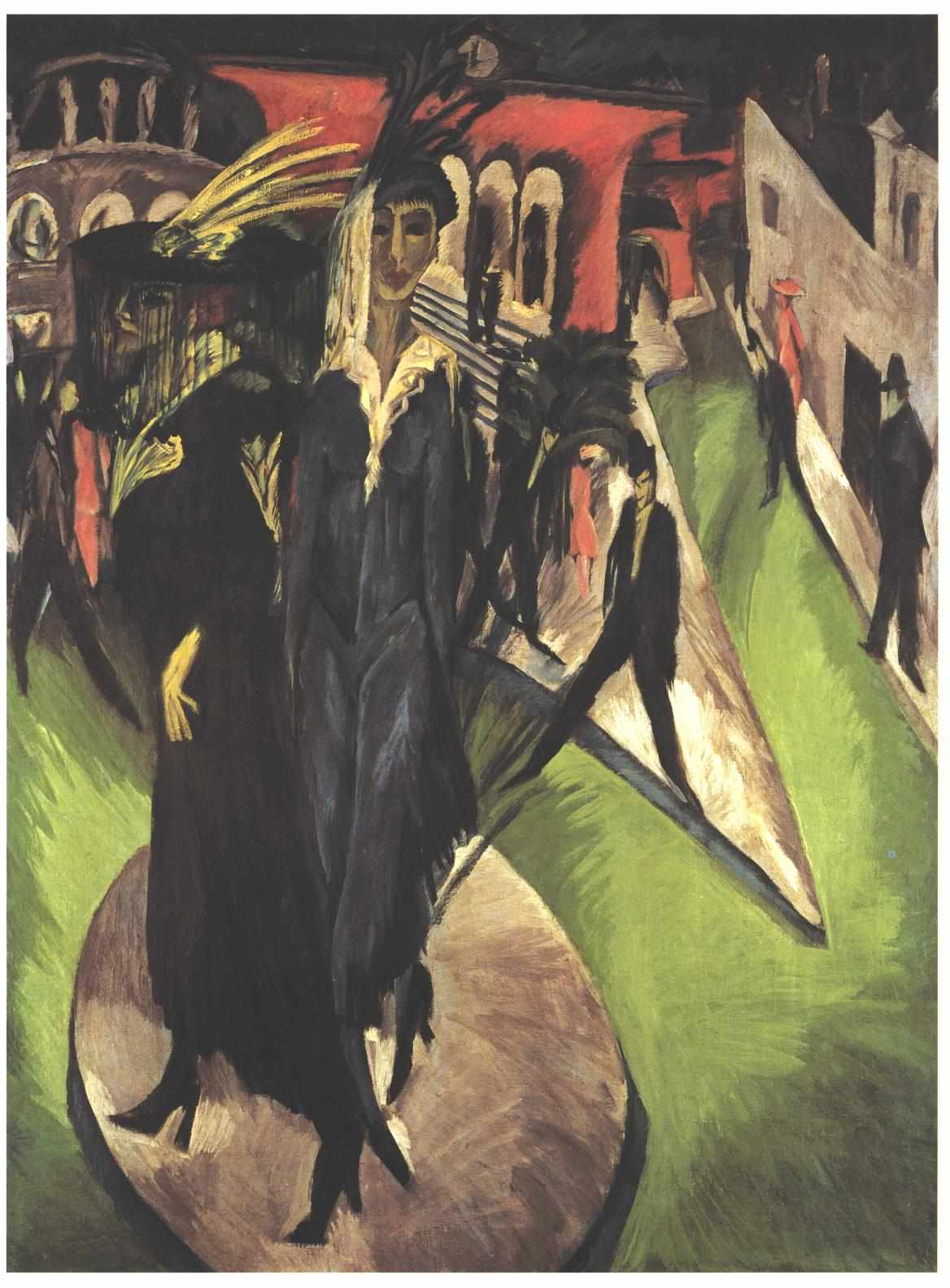
لوحة بوستدامر بلاتز لكيشنر

و من القطع الفنية الأساسية أعمال لماكس بيكمان وأوتو دكس وجورج جروز وفدكس وجروز تمثل الحس الفني المعاصر بعد الحرب العالمية الأولى وتمثل تحوله الفني لأهداف جديدة. تظهر أعمال كبار أساتذة مدرسة البوهاوس الشهيرة ممثلة في أعمال بول كليي، فاسيلي كاندينيسكي، وليونيل فينينجر، في حين تظهر الصرعات السريالية بين العشرينيات والثلاثينيات من القرن العشرون في أعمال جيورجيو دي شيريكو وماكس ارنست وسلفادور دالي. جاءت هذه الفنون كتعبير عن النتائج التي جاءت بها الحرب العالمية الثانية من مذهب الواقعية والفن التجريدي.
كما تمثل الأعمال المعروضة كهدية من تاجر للتحف الفنية، أوتو فان دي لو، على سبيل المثال، شهادة على الحرية والخطوط الرسمية للجماعات لفنانين مثل كوبرا وسبر. ووصفت أيضا التنوع الغني من الأشكال الكامنة في الحركات الدولية الهامة الأخرى مثل زيرو أو نوفو ريالسم في المجموعة. وعلاوة على ذلك، يمكن الآن الشعور بالدفعة الفنية المؤثرة من قبل الأميركيين حول عام 1960 التي ترى بوضوح داخل المجموعة، وذلك بفضل سلسلة من عمليات الاستحواذ المثيرة من المدير السابق للمتحف الوطني، ديتر هونيش، من أعمال أمثال فرانك ستيلا وألسويرث كيلي، أو مساحات اللون الملهمة روحيا لمارك روثكو وبارنيت نيومان. وما زالت تلك النظرة الثاقبة المسماة ب 'انتصار اللوحة' لا تزال ظاهرة في مزيد من الأمثلة في أوروبا في مجال اللوحات الفنية، مع أعمال لجيجر ربرجت، إيمي نوبل وغونتر فروج المتحف الوطني الجديد.
هذا ويعتبر أيضا متحف الوطني الجديد أحد المتاحف الوحيدة التي تظهر تأثر الحس الفني في ألمانيا بعد قيام جمهورية ألمانيا الديموقراطية، ويظهر هذا التأثر أيضا في ألمانيا الغربية وظهور فنانين مثل فيرنير توبك، وبيمهارد هيسيج، ووولف ماهيور.

## معرض الصور

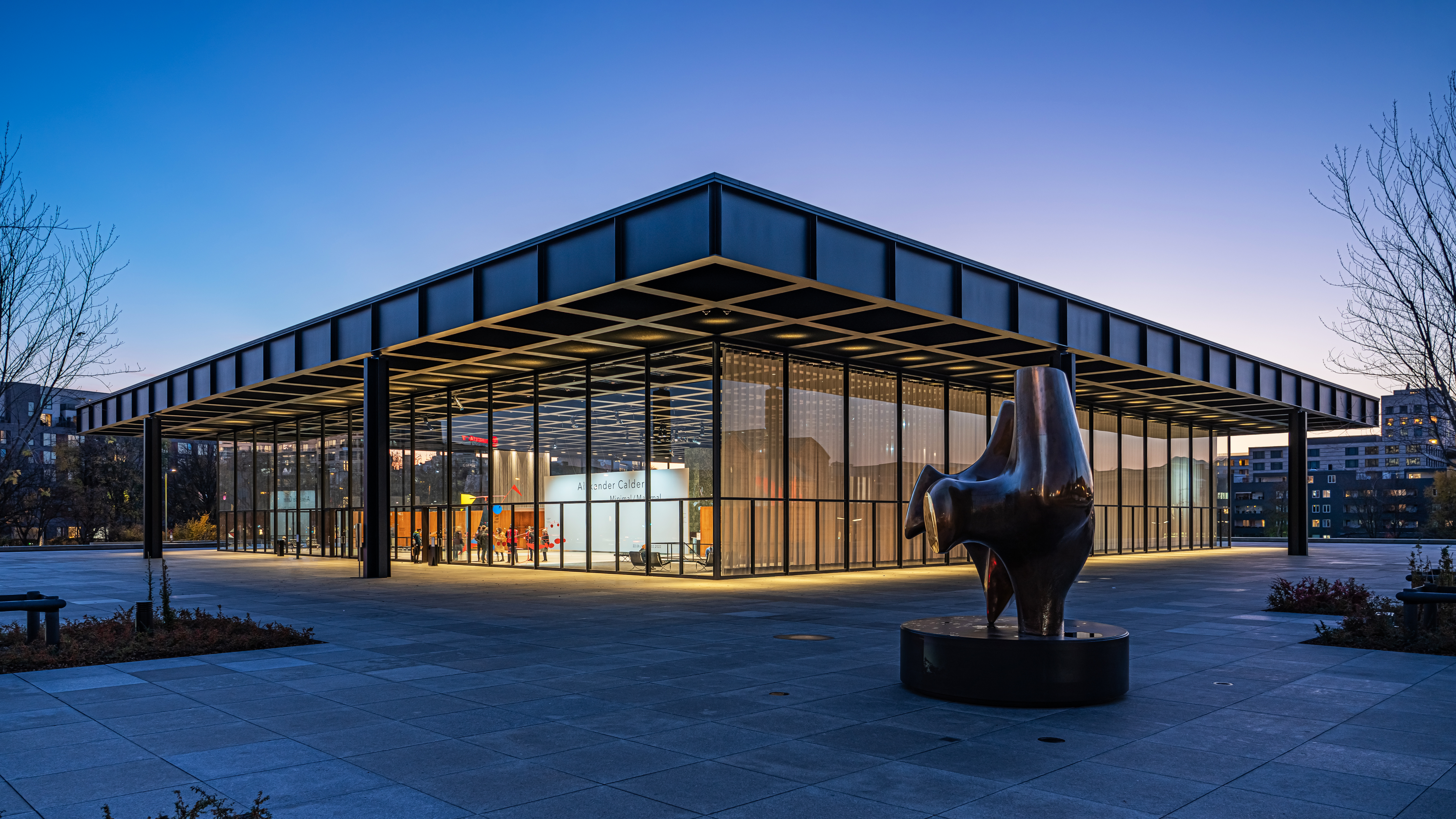
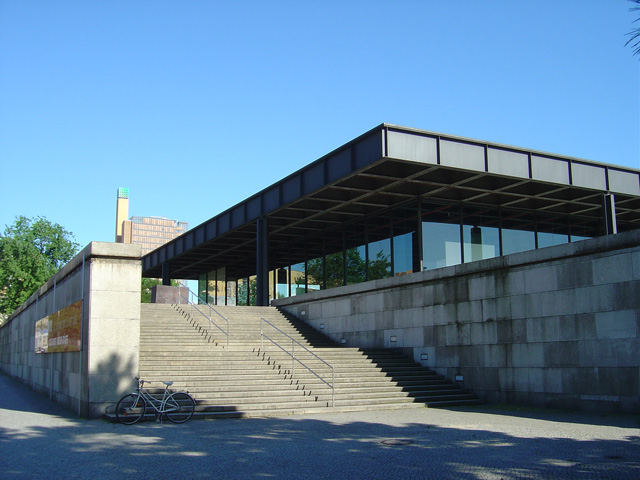
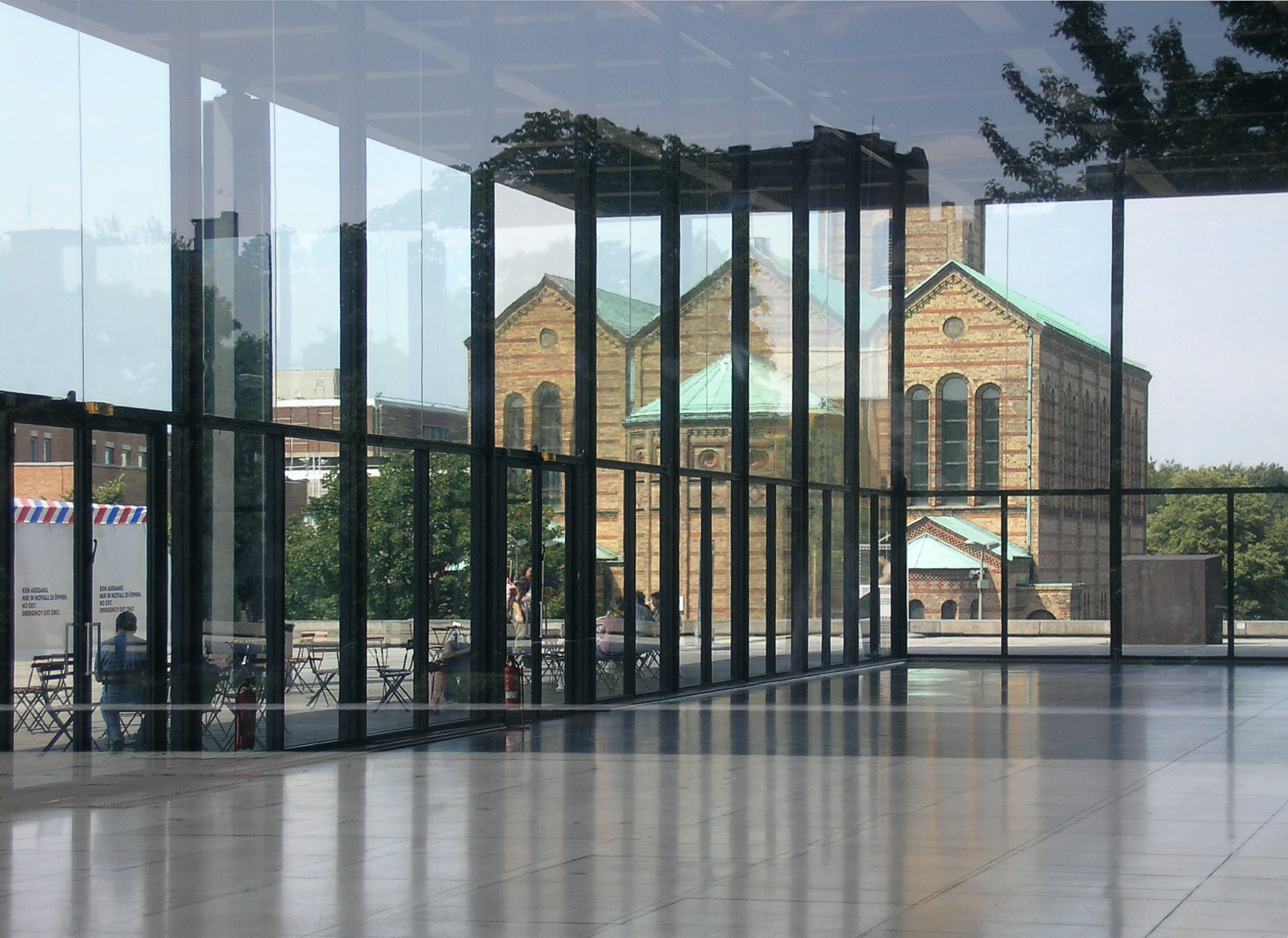